# Tessenjutsu

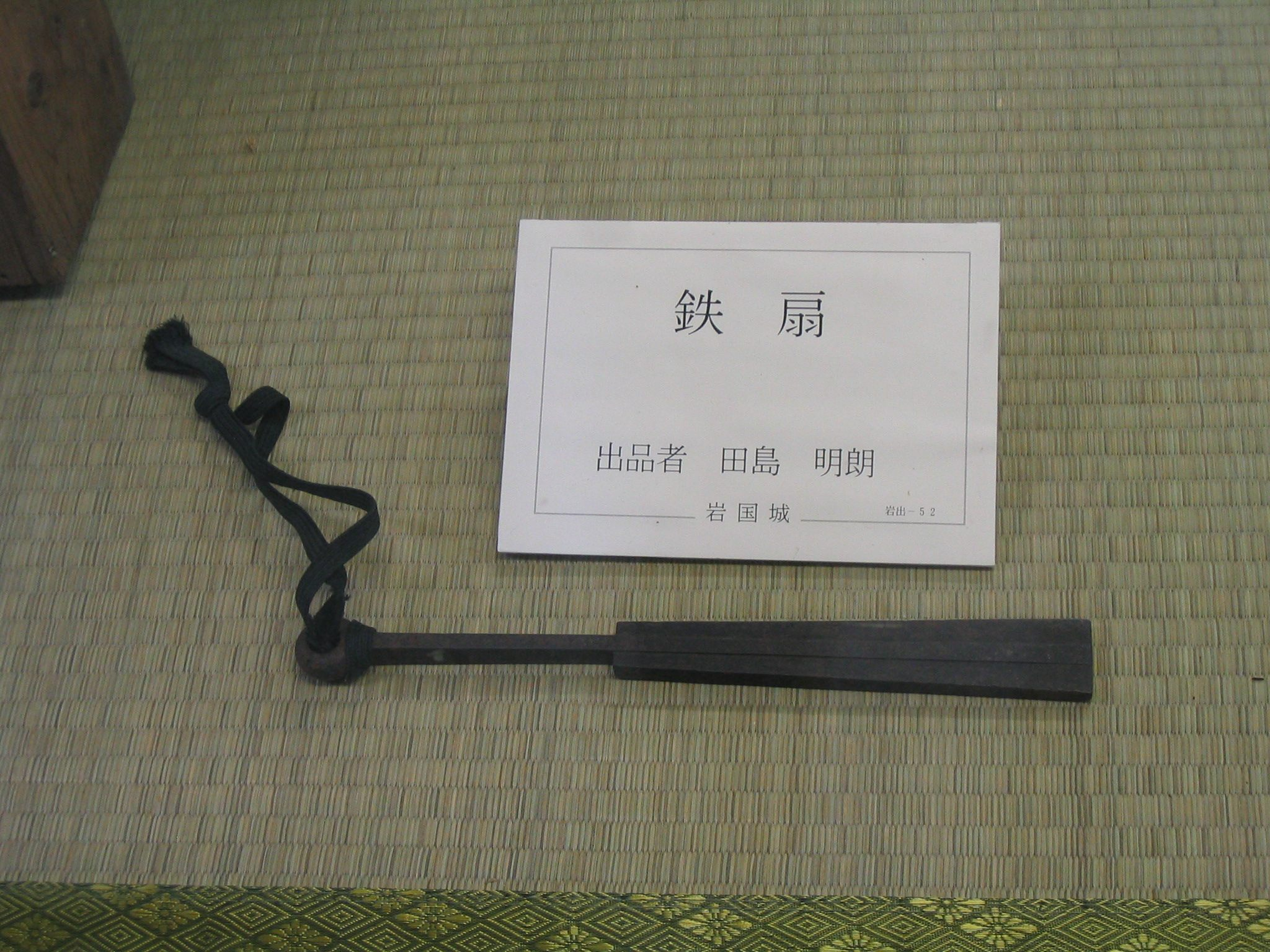
Un tessen

Il tessenjutsu (鉄扇術?) è l'arte marziale del ventaglio giapponese da combattimento, il tessen. L'uso del ventaglio in combattimento è menzionato nelle antiche leggende giapponesi. Ad esempio, si narra che Yoshitsune, l'eroe fratello del primo shōgun Yoritomo, sconfisse il forte Benkei parando i colpi della sua lancia con un tessen. Questo uso del tessen gli fu insegnato da una creatura mitologica, un tengu, che lo istruì anche nell'arte della spada. 
I praticanti del tessenjutsu potevano acquisire una grande abilità. Alcuni divennero talmente abili che furono capaci di difendersi contro un attaccante che brandiva una spada, e persino uccidere un avversario con un singolo colpo. Come molte altre arti marziali giapponesi di quell'epoca, il tessenjutsu era molto sofisticato. Ad esempio un famoso spadaccino del tardo XVI secolo, Ganryu, riuscì a sconfiggere molti nemici con un tessen. 
Oltre ad essere usato in duelli contro nemici armati di spade e lance, una persona abile riusciva ad usarlo per deviare coltelli e dardi avvelenati lanciatigli contro. 
Il tessenjutsu è ancora praticato da pochi esperti in Giappone.